# Matollera rogenca
La matollera rogenca (Atrichornis rufescens) és una espècie d'ocell de la família dels atricornítids (Atrichornithidae) que habita el sotabosc de les Serralades Australianes, al sud-est de Queensland i nord-est de Nova Gal·les del Sud.